# Dichromadora islandica
Dichromadora islandica är en rundmaskart som beskrevs av Hans August Kreis 1963. Dichromadora islandica ingår i släktet Dichromadora och familjen Chromadoridae. Inga underarter finns listade i Catalogue of Life.